# Angelo Prada
Angelo Prada (Casalpusterlengo, 1859 – Casalpusterlengo, 1934) è stato un pittore italiano.

## Biografia
Divenne socio onorario dell'Accademia di Belle Arti di Brera, pur non avendo intrapreso un regolare corso di studio. Fu molto attivo come ritrattista. Tra le sue opere, molte hanno per soggetto il suo borgo natio. Tra i suoi vari lavori si ricordano gli affreschi della Sala della caccia di Villa Biancardi a Zorlesco e l'affresco che ritrae San Rocco sulla facciata dell'omonima chiesa di Casalpusterlengo. Lavorò anche al restauro degli affreschi di Palazzo Gotico a Piacenza.